# 佐藤輝明
佐藤 輝明（さとう てるあき、1999年3月13日 - ）は、兵庫県西宮市出身のプロ野球選手（内野手、外野手）。右投左打。阪神タイガース所属。
愛称は「サトテル」。
父は関西学院大学人間福祉学部准教授の佐藤博信。
NPBにおける、新人左打者最多本塁打記録保持者（24本）で、NPB史上初となる、左打者の新人から3年連続20本塁打を達成している。

## 経歴

### プロ入り前
西宮市立甲東小学校1年で「甲東ブルーサンダース」に入団して野球を始める。6年時には阪神タイガースジュニアに選抜された。西宮市立甲陵中学校時代は同校の軟式野球部に所属。主に投手や捕手を務めていた。
仁川学院高等学校では、2年夏の兵庫県大会4回戦が最高成績で、甲子園への出場はなし。3年夏は県大会初戦でコールド負けを喫した。その一方で、2年秋頃より本格的に始めたウエイトトレーニングにより長打力を身につけ、3年春から引退までの4か月の間に高校通算20本塁打のうち15本を打つなど急成長。スカウトの目に留まることはなかったが、3年の夏前頃に馬場弘行元監督の紹介で参加した近畿大学の練習で田中秀昌監督から高評価を受け、同学の短期大学部への進学を決める。
近畿大学に進学後、1年春の開幕戦で「5番・左翼手」として先発出場するなど中軸に定着。1年秋から本塁打を量産し始めると2年春からは外野手に加え三塁手としての出場機会も得て、3季連続のベストナインを受賞。2年夏には第42回日米大学野球選手権とハーレムベースボールウィークの日本代表に選出され、同秋はリーグMVPを獲得。4年秋にはリーグ戦通算14本目の本塁打を打って二岡智宏が持つ関西学生野球リーグのリーグ戦通算本塁打記録を更新した他、3季ぶりのリーグ優勝に貢献するとともに2度目のリーグMVP を受賞した。リーグ戦通算81試合出場で、306打数88安打、打率.288、14本塁打、69打点、8盗塁。
2020年10月26日に行われたドラフト会議にて、福岡ソフトバンクホークス、オリックス・バファローズ、読売ジャイアンツ、阪神タイガースの4球団から1位指名を受け、抽選の結果地元の阪神が交渉権を獲得。契約金1億円＋出来高5000万円、年俸1600万円で仮契約（金額は推定）。背番号は8。

### 阪神時代

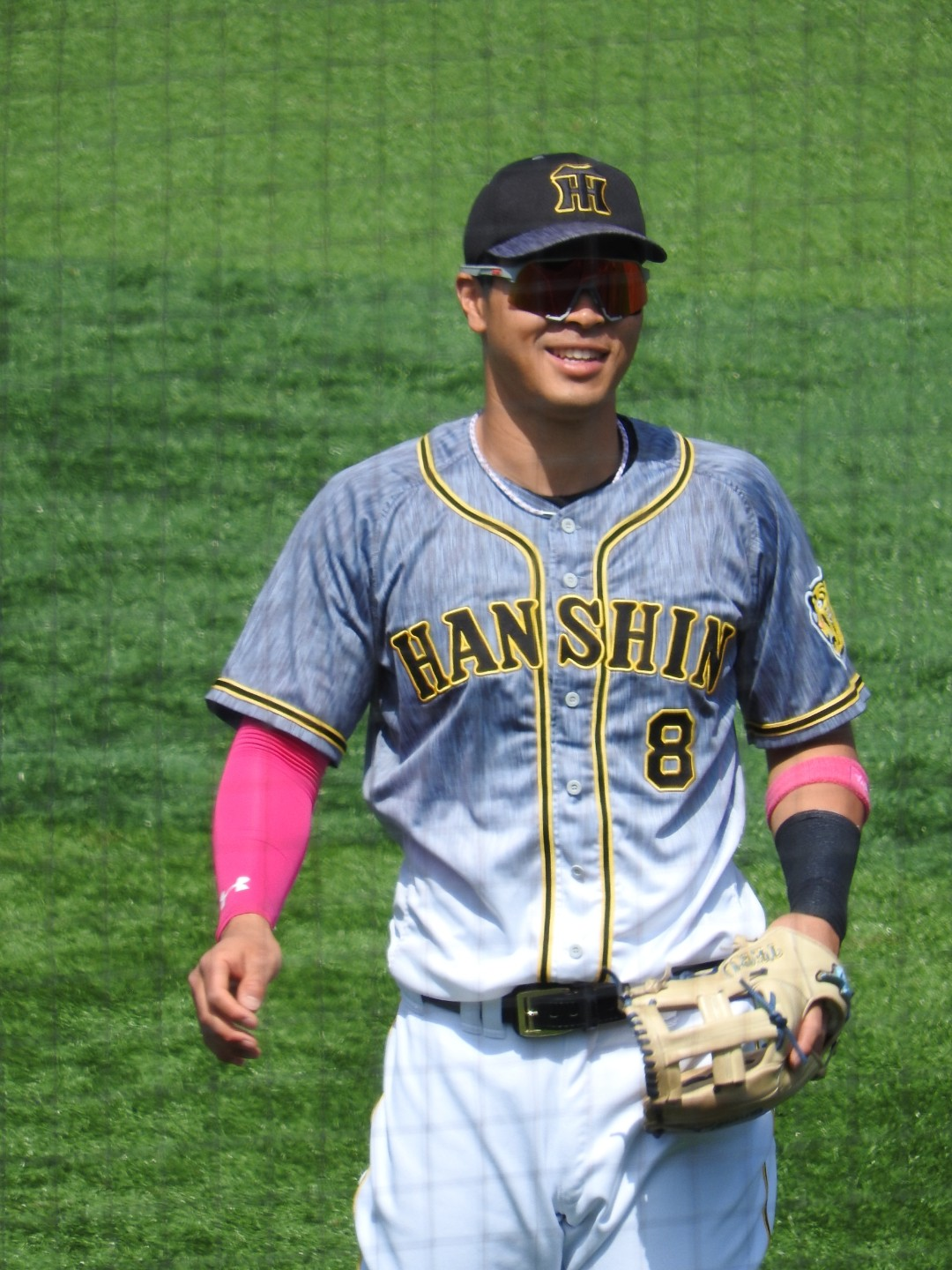
ルーキー時代
（2021年5月9日横浜スタジアム）

2021年はオープン戦で12球団最多の6本塁打を記録し、開幕を一軍で迎える。開幕2戦目となる3月27日の東京ヤクルトスワローズ戦（明治神宮野球場）ではプロ初安打を初本塁打で記録した。4月1日の広島東洋カープ戦（MAZDA Zoom-Zoomスタジアム広島）ではセ・リーグの新人選手で史上初となる開幕2カード連続本塁打を記録した。4月27日の中日ドラゴンズ戦（バンテリンドーム ナゴヤ）では7号ソロを打ち、当時横浜ベイスターズ所属の村田修一（2003年）と並びドラフト制以降の新人選手による4月末までの最多本塁打タイ記録となった。5月2日の広島戦（阪神甲子園球場）では休養を取った大山悠輔に代わって「4番・三塁手」で先発出場し、プロ入り初の満塁本塁打を含む5打点を記録した。5月7日の横浜DeNAベイスターズ戦（横浜スタジアム）では10号ソロを打ち、ドラフト制以降の新人選手では史上最速となる33試合目での2桁本塁打を記録した。5月28日の対埼玉西武ライオンズ戦（メットライフドーム）では、長嶋茂雄（巨人）以来63年ぶりとなる新人選手による1試合3本塁打を記録した。3本目の本塁打は、同点に追いついた9回二死の場面で抑えのリード・ギャレットから打った起死回生の勝ち越し打であった。5月は打率.301、6本塁打、19打点の活躍により自身初となる月間MVPに選出された。6月6日の対ソフトバンク戦（甲子園）では交流戦5本目となる本塁打を打ち、交流戦本塁打数の新人最多記録を更新した。一方で三振も多く、新人野手では史上初となる1試合5三振を記録（9回でのプロ野球ワーストタイ）するなどし、開幕から84試合目、東京オリンピックによる中断前のシーズン最終戦となる7月14日のDeNA戦で3三振を喫した時点でシーズン通算三振数が121となり、1999年に福留孝介（当時中日）が132試合出場で記録した新人の年間最多三振数に並んだ。オールスターゲームでは、史上初となる新人でのファン投票セ・リーグ最多得票で外野手部門に選出される と、7月17日の第2戦（楽天生命パーク宮城）では「6番・右翼手」で先発出場し、1打席目で宮城大弥からソロ本塁打を打ち敢闘賞を受賞した。オリンピックによる中断明け初戦となる8月13日の対広島戦（京セラドーム大阪）第1打席で三振を喫し、新人の最多三振記録を更新する。8月17日のDeNA戦（東京ドーム）では21号ソロを打ち、大下弘（1946年）が保持していた新人左打者の最多本塁打記録を75年ぶりに更新した、また、この試合では２発の本塁打を放った。8月19日のDeNA戦では2打席連続本塁打となる23号ソロを打ち、田淵幸一（1969年）が保持していた球団新人の最多本塁打記録を52年ぶりに更新した。しかし、8月21日の試合を最後に本塁打はおろか安打まで出なくなり、9月10日に二軍降格。9月23日に一軍に復帰したが、その後も安打は出ず、9月28日に53打席連続無安打となり、ケルビン・トーベの持つ野手の同一シーズン連続打席無安打プロ野球記録に並んだ。9月29日の広島戦でレフトフライに倒れ、同一シーズン54打席連続無安打の新記録を樹立。10月3日の中日戦で4打数無安打に終わりロッテの岡田幸文が記録した野手の連続無安打記録（当時）である59に並んだ。10月5日のDeNA戦でライト前安打を打ち、記録をストップさせた。10月24日の広島戦（MAZDA Zoom-Zoomスタジアム広島）で2か月ぶりとなる24号3点本塁打を放った。これが通算100安打目となる。最終的に規定打席に到達し、チームトップの24本塁打を放ったものの、打率.238、出塁率.284とコンタクトに苦しみ、特に三振数は歴代6位で日本人としては2位タイ記録、また阪神ではゴメスを越え歴代最多となる173を数えた。オフには2600万円増となる推定年俸4200万円で契約を更改。12月15日、同じくルーキーの伊藤将司・中野拓夢らと共に、チームでは2019年の近本光司以来となる新人特別賞を受賞した。
2022年、3月25日のシーズン開幕戦に「4番・右翼手」で先発出場、球団史上最年少での開幕4番出場を果たした。5月18日の対ヤクルト戦でシーズン10本塁打を記録、これによりルーキーイヤーから2年連続2桁本塁打を記録したが、これは岡田彰布が1980年、1981年にルーキーイヤーから2年2桁本塁打を記録して以来の球団記録となった。7月13日の読売ジャイアンツ戦の2回一死一・三塁で戸根から右翼への犠飛を放ち、2年連続で50打点を記録。新人から2年連続で50打点は球団では1949年別当薫、1981年岡田彰布に続く3人目で、左打者では初。8月26日、対中日戦で三塁手として先発したが、途中で二塁手としてプレイを続行。佐藤としてはプロ入り初の二塁手を経験した。最終的には全試合出場を果たし、本塁打の数は24から20に減ったものの、打率が.238から.264に上がり、打点は64から84へ、安打数が101から143に増え、三振した数が173から137に減った。12月1日には、倍増以上の推定年俸8500万円で契約を更改した。
2023年、序盤こそ打撃不振に至りスタメンから外された試合もあったものの5月14日の対DeNA戦（甲子園）には1回二死一・二塁の打席で平良拳太郎から3点本塁打、4回二死満塁の打席で三嶋一輝から満塁本塁打を放ち、自身初の1試合7打点を記録した。同月19日の対広島戦（甲子園）では4回無死無走者の打席で玉村昇悟から2リーグ制後の球団通算8000本塁打を放った。しかし、その後は調子が上がらず6月25日に2021年9月10日以来の二軍降格となった。7月5日の一軍昇格後も不振が続いていたものの、例年苦戦する夏場から調子を上げていった。8月12日の対ヤクルト戦（京セラドーム大阪）では3-3の同点で迎えた延長12回無死満塁の打席で田口麗斗から自身初のサヨナラ打となるサヨナラ犠飛を放った。8月3日、ドラフト制以降では球団初となる3年目での通算200打点を達成。9月は、8日の対広島戦（甲子園）で2回無死無走者の打席で床田寛樹から本塁打を放ち、阪神生え抜きの左打者では1985年の掛布雅之（17本）以来となる1シーズンで甲子園で2桁本塁打を記録した。また、この本塁打で入団から3年間での通算本塁打を62本とし、田淵幸一が保持していた球団記録の61本を更新した。さらに中野に続いて新人から3年連続100安打にも到達し、「ドラフト同期の2人が1年目からそろって3年連続で100安打に到達」というプロ野球史上初の快挙も達成。13日の対巨人戦（甲子園）では3回一死満塁の打席で松井颯からシーズン2本目の満塁本塁打、翌9月14日の対巨人戦（甲子園）でシーズン20本塁打を記録し、これにより新人から3年連続20本塁打達成となりNPBでの新人左打者3年連続20号は史上初（右打者では牧秀悟など）となった。16日の対広島戦（マツダスタジアム）では自身初の1試合4安打を記録した。シーズン残り2試合で迎えた10月1日の対広島戦（マツダスタジアム）では、23号3点本塁打を含む4打点を挙げ、キャリアハイとなるシーズン90打点を記録した。また、シーズン90打点以上は、球団としては2014年のマウロ・ゴメス（106打点）以来、生え抜き打者としては2010年の鳥谷敬（104打点）以来13年ぶり史上9人目の快挙である。9・10月度は月間打率.356、9本塁打、29打点の成績で、10月11日に月間JERAセ・リーグAWARD、同月16日に9月度の「阪神タイガース DIDアワード」、同月24日に月間MVPに選出された。
2024年、開幕から6試合までは打率.143（21打数3安打）と低迷したが、4月は5日の対ヤクルト戦（明治神宮）で延長10回一死無走者の打席で木澤尚文からシーズン初本塁打、翌6日の同一カードで2-2の同点で迎えた7回無死一塁の打席で吉村貢司郎から2試合連続で決勝本塁打を放ち、勝利に貢献。9日の対広島戦（甲子園）では4回・7回に床田寛樹から2安打を放ち、通算100度目のマルチ安打を記録。18日の対巨人戦（甲子園）では1-1の同点で迎えた延長10回無死満塁の打席で大勢から自身初のサヨナラ適時打を放った。5月14日の対中日戦（豊橋市民球場）では1点リードを迎えた8回裏無死二塁の場面でバント処理の際に逆転負けにつながる失策を喫し、翌15日に出場選手登録を抹消。6月7日に一軍復帰すると、同月11日、オリックス先発の曽谷龍平から通算500三振を喫した。8月6日の対ヤクルト戦（神宮球場）では3回に2点本塁打を放ち、自身初となる3試合連続本塁打、及び1986年のランディ・バース、2003年の金本知憲に並ぶ球団タイとなる11試合連続得点を記録。同月21日のヤクルト戦で6回に打った10号2点本塁打は、田淵幸一、岡田彰布に続く球団史上3人目となる新人から4年連続2桁本塁打となる。9月5日、新人から4年連続で2桁本塁打と100安打を達成し、球団では岡田彰布を超えて史上初となった。9月6日には12号となる満塁本塁打でプロ通算301打点となり、球団史上最速の通算300打点到達。
2025年、3月28日の広島戦で「3番・三塁手」として起用されると、第1打席で森下暢仁から先制となる2点本塁打を放ち、12球団最速での本塁打を記録した。その後低迷するも、4月5日の巨人戦（東京ドーム）で1試合2本塁打を記録。4月20日の広島戦（阪神甲子園球場）で第1打席に森翔平から先制の2点本塁打を放つと、第2打席ではライトへの適時二塁打、第3打席には鈴木健矢からこの日2本目となる3点本塁打を放つなど4安打2本塁打7打点の活躍で伊原陵人のプロ初勝利をお膳立てした。6月29日のヤクルト戦で20号を記録したが、阪神の選手による両リーグで20本塁打一番乗りは2010年のクレイグ・ブラゼル以来史上6人目となる。8月8日の対ヤクルト17回戦（京セラドーム大阪）では自身初かつ同年の12球団で最速となるシーズン30本塁打を達成したが、これは球団では2010年のブラゼル以来、日本人選手としては2007年の金本知憲以来、そして生え抜きとしては1985年の掛布・岡田以来40年ぶりの快挙となった。

## 選手としての特徴

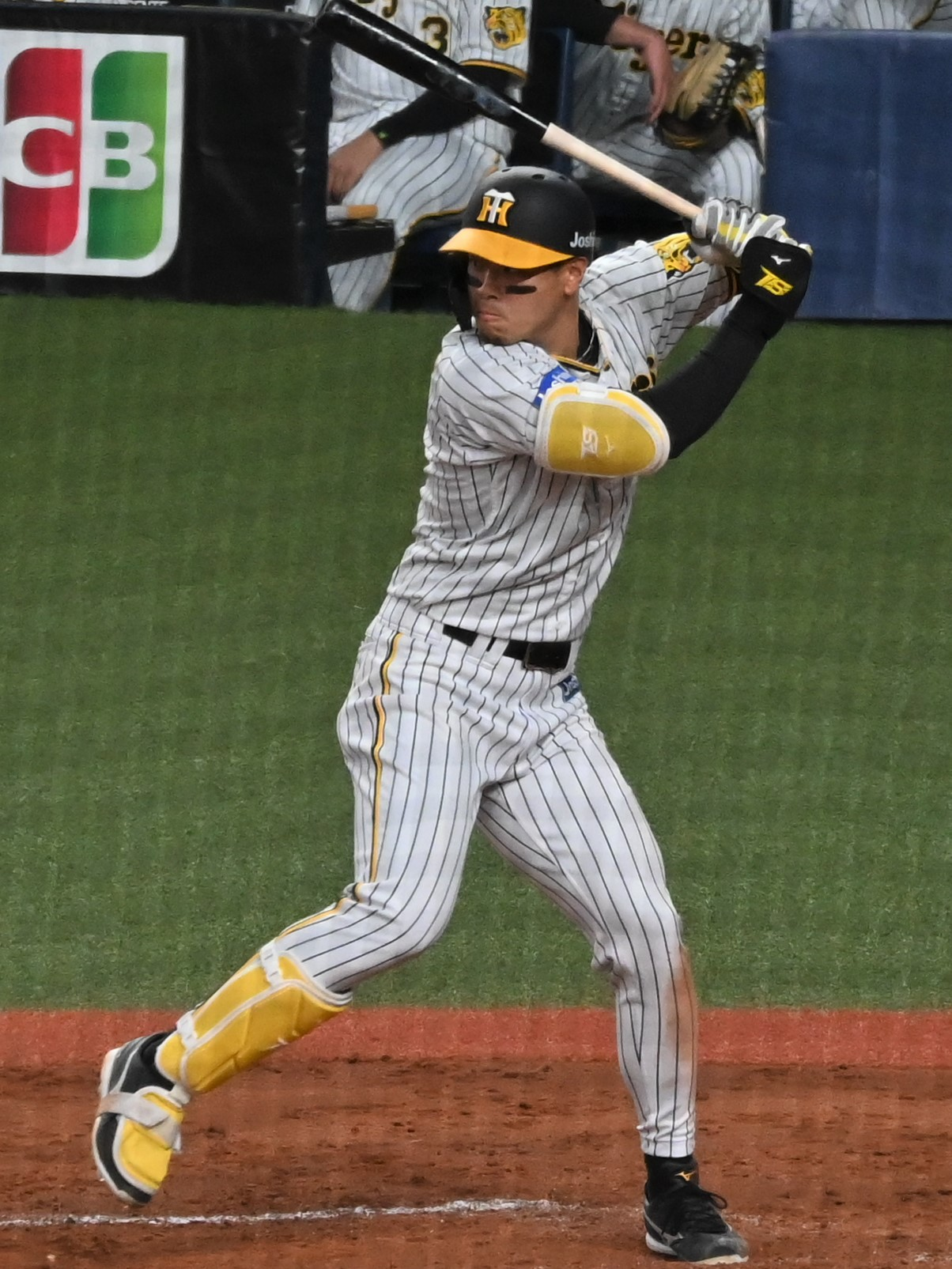
佐藤の打撃フォーム（2022年）

身長187cm・体重96kgという体格を誇り、フルスイングから広角に力強い打球を打つ左の長距離砲。50m走6秒0の俊足・遠投100mの強肩も兼ね備え、その高い身体能力を活かしたプレースタイルから、メディアでは「糸井2世」、「柳田2世」と称される。掛布雅之からも「清原和博や松井秀喜のようだ」と絶賛された。当人も強打者としての自負があり、2021年のシーズンオフに｢何らかのタイトルを獲りたい｣と述べた。2021年の打撃データの分析では高いゾーンが苦手で特にインハイにその傾向が強いとされる。また、上半身主導だったが故に相手バッテリーの配球でフォームを崩されたとも指摘されている。
守備について、近大・田中監督からは「フットワーク、グラブさばき、ハンドリング、肩の強さの全てがハイレベル」と評価されている。ただし、2022年は三塁手として73試合に出場して9失策を記録したことがあったなど、佐藤自身は「まだまだヘタクソ」と自分を卑下してトレーニングに積極的に打ち込んでいる。2023年もシーズン序盤は失策が目立っていたが次第に好守を連発するようになった。
2022年時点で中野拓夢と一緒に出場した試合で佐藤と共に打点を挙げた試合は全勝するという不敗神話といわれるエピソードがある。

## 人物
愛称は「テル」、「サトテル」。本人の希望もあり、選手別応援歌のコール部分が本人の愛称に沿う形で「テルアキ」から「テル」に変更になった。
日本プロ野球における「佐藤」姓の選手の中では、一般的にユニフォームの背ネーム表記として「SATOH」とHが入った表記が多く使われている中、本人はHの入っていない表記の「SATO」を選択している。大学日本代表に選出された当時からこの表記を使っており、強いこだわりを持っているとのこと。
柔道家として講道館杯全日本柔道体重別選手権大会優勝、正力松太郎杯国際学生柔道大会出場などの経歴を持つ父・博信の下、スポーツ一家の長男として育つ。2人の弟がおり、2歳下の弟・太紀は学生時代には関西学院大学に所属していた内野手で、2022年にはプロ野球志望届を提出したが、ドラフトでの指名はならなかった。その後はベースボール・チャレンジ・リーグ（ルートインBCリーグ）の福島レッドホープスに入団したが2024年のシーズン終了後に退団、オフに関西独立リーグ（さわかみ関西独立リーグ）の堺シュライクスに入団した。
中学卒業の時点では「野球に対する熱が冷めていた」「甲子園に行きたいとかは全くなかった」と振り返っており、「家から近いから」という理由で仁川学院に進学。また、高校入学後もサッカー部への入部を検討するなどしていたが、友人の熱心な誘いを受け野球部への入部を決めたと語っている。
学生時代からももいろクローバーZの熱狂的ファン（モノノフ）を公言しており、その理由として「人間性というか、人間的なとこが好きです。見てもらえたら分かると思います」と、ドラフト指名後の会見で語った。同じくファンを公言しているソフトバンク・石川柊太とは、プロ入り前にライブ会場で遭遇（「ももいろクリスマス2019」にて）。「近大で野球をしてます佐藤です」と声をかけ、一緒に写真を撮ってもらったというエピソードがある。
プロ入り後は本塁打を打つと、ベンチで迎え入れられたあとのパフォーマンスとして、カメラに向かってのZポーズ（ももいろクローバーZの決めポーズ）を採用。推しメン（好きなメンバー）は高城れにである。高城は2022年末に同じく“推し”を公言していた宇佐見真吾と結婚したが、ももクロとしての活動を継続することもあり、佐藤は「応援し続けます」とコメントしている。
横浜DeNAベイスターズ所属の牧秀悟とは大学3年の日本代表合宿で知り合ってから仲が良く、東京オリンピック開催に伴うシーズン中断期間中の2021年7月20日には2人でインスタライブを行った。
中学時代の同級生に櫻坂46の小池美波がいる。小池とは席が隣になったことがあるが、クラスメイトや教師が「テル」と呼ぶ中、小池からは最後まで「佐藤（くん・さん）」と呼ばれていた。
大の阪神ファンであるフリーアナウンサーの有働由美子は、阪神の選手の中でも佐藤を特に応援しており、佐藤のことを『テルテル』と呼んでいる。
『ドカベン』のファン。好きなキャラクターは数々の秘打で有名な殿馬一人。
ソクラテスの「無知の知」という言葉が好き。
MLBへの憧れを公言しており、将来的なMLB挑戦の意思のみならず打撃フォームやホームランパフォーマンス、ユニフォームの着こなし、シグネチャーロゴのデザインなどにもその影響を垣間見せている。影響を受けたメジャーリーガーとしてブライス・ハーパー、フレディ・フリーマン、フェルナンド・タティス・ジュニア、マニー・マチャドなどの名を挙げている。

## エピソード
2021年4月9日の横浜DeNAベイスターズ戦（横浜スタジアム）で6回に国吉佑樹から打った3号ソロは推定140mの特大弾となり、右中間スタンドに掲示されている鳩サブレーの看板を越えて場外に消えた。これを受け、製造元の豊島屋は佐藤に敬意を表し、サブレーを贈呈すると発表した。また、翌日より横浜スタジアムで佐藤が打席に入る際には、球場外の通行人に対して場外弾の警告アナウンスが行われることとなった。過去にはウラディミール・バレンティンらにも同様の対策が行われていたが、新人に対して行われるのは極めて異例だった。また、折しも阪神タイガースではファームチームの移転先となる新球場の設計が進められていたが、この佐藤の一打を踏まえて外野の防球フェンスの高さが引き上げられることとなった。
2021年5月2日の広島戦（甲子園）で佐藤を4番で起用したことについて、阪神一軍ヘッドコーチの井上一樹が「テルが4番を打った方が話題になる」と話題性を重視していたことを明かした。
2021年シーズンは西武の髙橋光成に対してめっぽう相性が良かった。所属リーグが異なるため対戦数こそ少なかったものの、オープン戦・交流戦・エキシビションマッチで計8打席対戦し、7打数で4本塁打を放った。

## 詳細情報

### 年度別打撃成績
| 年 度     | 球 団     | 試 合 | 打 席 | 打 数 | 得 点 | 安 打 | 二 塁 打 | 三 塁 打 | 本 塁 打 | 塁 打 | 打 点 | 盗 塁 | 盗 塁 死 | 犠 打 | 犠 飛 | 四 球 | 敬 遠 | 死 球 | 三 振 | 併 殺 打 | 打 率 | 出 塁 率 | 長 打 率 | O P S |
| --------- | --------- | ----- | ----- | ----- | ----- | ----- | -------- | -------- | -------- | ----- | ----- | ----- | -------- | ----- | ----- | ----- | ----- | ----- | ----- | -------- | ----- | -------- | -------- | ----- |
| 2021      | 阪神      | 126   | 455   | 425   | 56    | 101   | 25       | 0        | 24       | 198   | 64    | 6     | 2        | 0     | 2     | 25    | 4     | 3     | 173   | 2        | .238  | .284     | .466     | .749  |
| 2022      | 阪神      | 143   | 603   | 541   | 70    | 143   | 35       | 8        | 20       | 254   | 84    | 11    | 3        | 0     | 7     | 51    | 5     | 4     | 137   | 5        | .264  | .328     | .470     | .798  |
| 2023      | 阪神      | 132   | 548   | 486   | 70    | 128   | 30       | 6        | 24       | 242   | 92    | 7     | 5        | 0     | 4     | 54    | 5     | 4     | 139   | 4        | .263  | .339     | .498     | .837  |
| 2024      | 阪神      | 120   | 496   | 451   | 58    | 121   | 21       | 4        | 16       | 198   | 70    | 0     | 2        | 0     | 4     | 36    | 2     | 5     | 133   | 11       | .268  | .327     | .439     | .766  |
| 通算：4年 | 通算：4年 | 521   | 2102  | 1903  | 254   | 493   | 111      | 18       | 84       | 892   | 310   | 24    | 12       | 0     | 17    | 166   | 16    | 16    | 592   | 22       | .259  | .321     | .469     | .790  |

- 2024年度シーズン終了時
- 各年度の太字はリーグ最多

### 年度別打撃成績所属リーグ内順位
| 年 度 | 年 齢 | リ ｜ グ   | 打 率 | 安 打 | 二 塁 打 | 三 塁 打 | 本 塁 打 | 打 点 | 盗 塁 | 出 塁 率 |
| ----- | ----- | ---------- | ----- | ----- | -------- | -------- | -------- | ----- | ----- | -------- |
| 2021  | 22    | セ・リーグ | -     | -     | -        | -        | 6位      | -     | -     | -        |
| 2022  | 23    | セ・リーグ | -     | 8位   | 2位      | 2位      | -        | 4位   | 9位   | -        |
| 2023  | 24    | セ・リーグ | -     | -     | 4位      | 4位      | 4位      | 3位   | -     | -        |
| 2024  | 25    | セ・リーグ | -     | -     | -        | 4位      | 8位      | 6位   | -     | -        |

- 太字年は規定打席到達年
- -は10位未満（打率、出塁率、長打率、OPSは規定打席未到達の場合も-と表記）

### 年度別守備成績
| 年 度 | 球 団 | 二塁  | 二塁  | 二塁  | 二塁  | 二塁  | 二塁     | 三塁  | 三塁  | 三塁  | 三塁  | 三塁  | 三塁     | 外野  | 外野  | 外野  | 外野  | 外野  | 外野     |
| 年 度 | 球 団 | 試 合 | 刺 殺 | 補 殺 | 失 策 | 併 殺 | 守 備 率 | 試 合 | 刺 殺 | 補 殺 | 失 策 | 併 殺 | 守 備 率 | 試 合 | 刺 殺 | 補 殺 | 失 策 | 併 殺 | 守 備 率 |
| ----- | ----- | ----- | ----- | ----- | ----- | ----- | -------- | ----- | ----- | ----- | ----- | ----- | -------- | ----- | ----- | ----- | ----- | ----- | -------- |
| 2021  | 阪神  | -     | -     | -     | -     | -     | -        | 13    | 8     | 23    | 1     | 2     | .969     | 102   | 168   | 7     | 3     | 1     | .983     |
| 2022  | 阪神  | 1     | 1     | 1     | 0     | 0     | 1.000    | 73    | 43    | 96    | 9     | 6     | .939     | 115   | 144   | 2     | 3     | 0     | .980     |
| 2023  | 阪神  | -     | -     | -     | -     | -     | -        | 129   | 89    | 213   | 20    | 15    | .938     | -     | -     | -     | -     | -     | -        |
| 2024  | 阪神  | -     | -     | -     | -     | -     | -        | 117   | 77    | 202   | 23    | 16    | .924     | -     | -     | -     | -     | -     | -        |
| 通算  | 通算  | 1     | 1     | 1     | 0     | 0     | 1.000    | 332   | 217   | 534   | 53    | 39    | .934     | 217   | 312   | 9     | 6     | 1     | .982     |

- 2024年度シーズン終了時
- 各年度の太字はリーグ最多

### 表彰
- セ・リーグ 連盟特別表彰：1回（新人特別賞：2021年）
- 月間MVP：2回（打者部門：2021年5月[143]、2023年9・10月[144][76]）
- 月間JERAセ・リーグAWARD：2回（2023年9・10月[73]、2024年8月）
- オールスターゲーム敢闘選手賞：1回（2021年第2戦）
- オールスターゲームマイナビ賞：1回（2021年）
- 阪神タイガースDIDアワード
  - 月間賞：4回（2022年3・4月[145]、2023年9月[74][146]、2024年4月[147]、2025年4月[148]）
  - 年間大賞：2回（2023年[75]、2024年[149]）
- アジア プロ野球チャンピオンシップベストナイン：1回（2023年）

### 記録
初記録
- 初出場・初先発出場：2021年3月26日、対東京ヤクルトスワローズ1回戦（明治神宮野球場）、「6番・右翼手」で先発出場
- 初打席・初打点：同上、2回表に小川泰弘から左犠飛[注 14]
- 初安打・初本塁打：2021年3月27日、対東京ヤクルトスワローズ2回戦（明治神宮野球場）、1回表に田口麗斗から中越2ラン[注 15]
- 初盗塁：同上、7回表に二盗（投手：寺島成輝、捕手：中村悠平）

節目の記録
- 500三振：2024年6月11日、対オリックス・バファローズ1回戦（京セラドーム大阪）、4回表に曽谷龍平から空振り三振[83]
- 100本塁打：2025年6月5日、対北海道日本ハムファイターズ3回戦（エスコンフィールドHOKKAIDO）、8回表に福谷浩司から右越ソロ[152]

その他の記録
- オープン戦本塁打王：2021年 ※新人での達成は1958年の長嶋茂雄以来63年ぶり、球団では史上初[25]
- 交流戦6本塁打：2021年 ※新人記録[39]
- 交流戦12打点：同上 ※新人タイ記録[39]
- 4番初試合で満塁本塁打：2021年5月2日、対広島東洋カープ7回戦（阪神甲子園球場）、5回裏に野村祐輔から右越満塁本塁打 ※新人史上初[151]
- 1試合3本塁打：2021年5月28日、対埼玉西武ライオンズ1回戦（メットライフドーム）、髙橋光成から中越ソロ、髙橋光成から左越ソロ、リード・ギャレットから右越3ラン。 ※新人での達成は1958年の長嶋茂雄以来63年ぶり、球団では史上初[151]
- 1試合5三振：2021年7月4日、対広島東洋カープ10回戦（MAZDA Zoom-Zoom スタジアム広島）※史上19人目（セ・リーグ新人野手初）[153]
- シーズン173三振：2021年 ※ワースト6位タイ、新人記録、球団記録[154]
- シーズン24本塁打：2021年 ※新人左打者記録[155]、球団新人記録[156]
- シーズン20本塁打：3回（2021年 - 2023年） ※新人から3年連続は、史上7人目、左打者では史上初[157]
- 59連続打席無安打：2021年8月22日 - 同年10月3日 ※岡田幸文に並び、野手登録選手におけるワースト2位タイ、セ・リーグワースト[50][158]、1シーズンのものとしては史上ワースト
- オールスターゲーム出場：3回（2021年、2022年、2023年）※2021年は、ファン投票では新人初となるセ・リーグ最多得票での選出[42]

### 背番号
- 8（2021年[24] - ）
- 7（侍ジャパンシリーズ2022）

### 登場曲
- 「吼えろ」ももいろクローバーZ（2021年）[159]
- 「あんた飛ばしすぎ!!」ももいろクローバーZ（2022年）※奇数打席[160]
- 「なんでも言っちゃって (feat. JP THE WAVY)」LEX（2022年 - 同年途中）※偶数打席[160]
- 「With U」LEX（2022年途中 - 同年終了）※偶数打席[161]
- 「This is me」LEX（2023年 - ）※奇数打席[162]
- 「マルシェ」KICK THE CAN CREW（2023年 - ）※偶数打席[162]
- 「Good Time」Niko Moon（英語版）（2023年 - ）※チャンス時[162]

### 代表歴
- 2018年日米大学野球選手権大会日本代表
- 2018 ハーレムベースボールウィーク 日本代表
- 2023 アジア プロ野球チャンピオンシップ 日本代表